# Goumois (Frankrijk)
Goumois is een gemeente in het Franse departement Doubs (regio Bourgogne-Franche-Comté) en telt 196 inwoners (1999). De plaats maakt deel uit van het arrondissement Montbéliard.

## Geografie
De oppervlakte van Goumois bedraagt 5,9 km², de bevolkingsdichtheid is 33,2 inwoners per km². De gemeente grenst in het oosten aan Zwitserland.

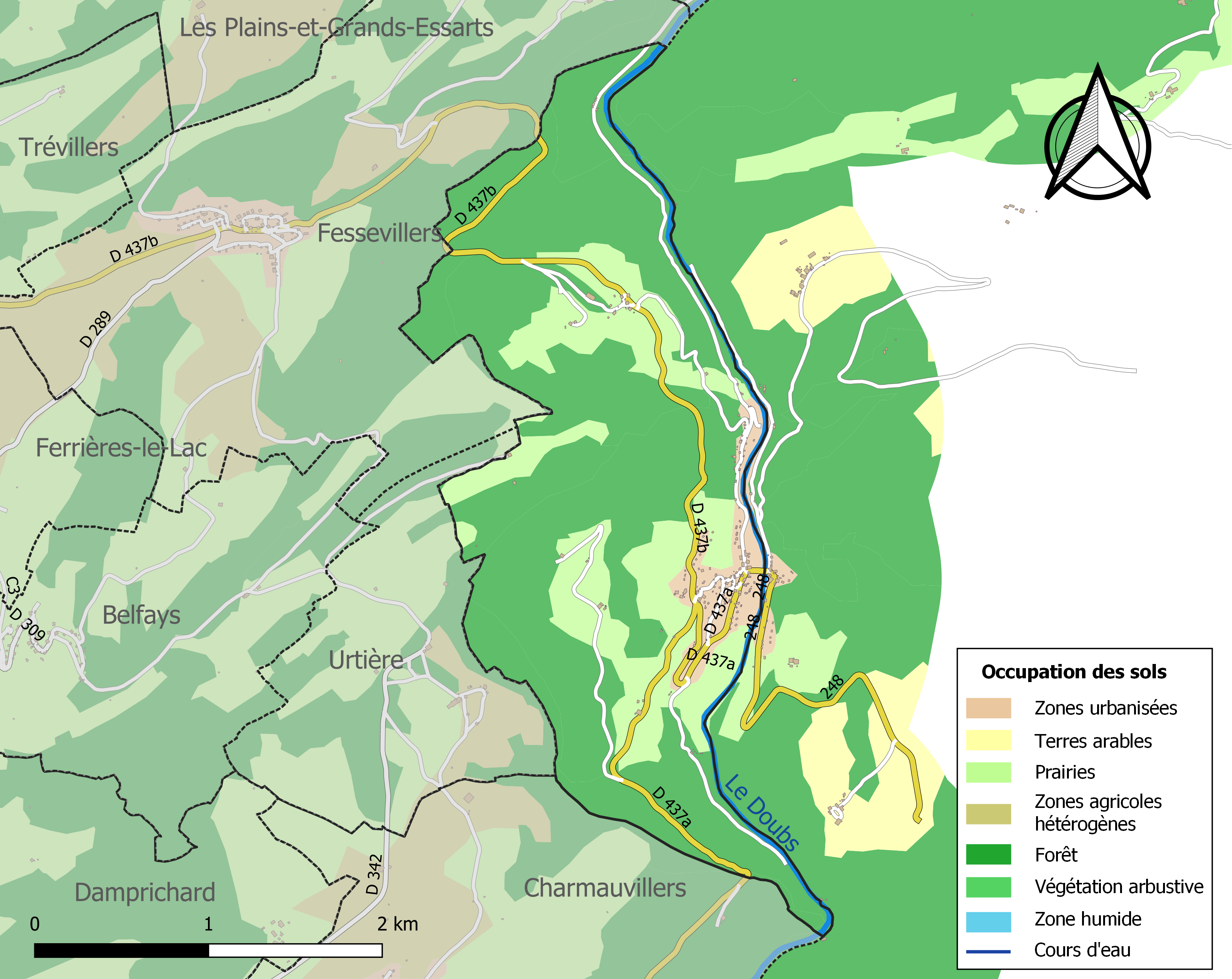
Kaart van de gemeente met de belangrijkste infrastructuur, bodemgebruik en omliggende gemeenten

## Demografie
Onderstaande figuur toont het verloop van het inwonertal (bron: INSEE-tellingen).